# Tisonia danguyana
Tisonia danguyana är en videväxtart som beskrevs av Joseph Marie Henry Alfred Perrier de la Bâthie. Tisonia danguyana ingår i släktet Tisonia och familjen videväxter. Inga underarter finns listade i Catalogue of Life.